# ريتشي هيرن
ريتشي هيرن (بالإنجليزية: Richie Hearn)‏ هو سائق سيارة سباق أمريكي، ولد في 4 يناير 1971 في غلينديل في الولايات المتحدة.

## وصلات خارجية
- ريتشي هيرن على موقع Racing-Reference.info (الإنجليزية)
- ريتشي هيرن على موقع DriverDB.com (الإنجليزية)